# لاري لاثام
لاري لاثام (بالإنجليزية: Larry Latham)‏ هو رسام رسوم متحركة ومنتج تلفزيوني وملحن ومخرج أمريكي، ولد في 15 أبريل 1953، وتوفي في 2 نوفمبر 2014.

## وصلات خارجية
- لاري لاثام على موقع IMDb (الإنجليزية)
- لاري لاثام على موقع قاعدة بيانات الفيلم (الإنجليزية)